# Robert P. T. Coffin
Robert Peter Tristram Coffin (* 18. März 1892 in Brunswick, Maine; † 20. Januar 1955 in Portland, Maine) war ein US-amerikanischer Schriftsteller, der vor allem durch seine Gedichte bekannt wurde und 1936 für seinen Gedichtband Strange Holiness den Pulitzer-Preis für Poesie erhielt.

## Leben
Nach dem Besuch der High School in Brunswick begann Coffin 1911 ein Studium am dortigen renommierten Bowdoin College, das er 1915 abschloss. Anschließend studierte er an der Princeton University und erwarb dort 1916 einen Master of Arts (MA). Nach dem Kriegseintritt der USA in den Ersten Weltkrieg leistete er zwischen 1917 und 1918 seinen Militärdienst in der US Army und absolvierte anschließend mit Unterstützung durch ein Rhodes-Stipendium ein Studium am Trinity College der University of Oxford, das er 1920 sowohl mit einem Bachelor of Arts (BA) als auch mit einem Bachelor of Literature (BLit) abschloss. Während seines Studiums wurde er auch Mitglied der akademischen Gesellschaft Phi Beta Kappa.
Nach seiner Rückkehr in die USA nahm er 1921 den Ruf auf eine Professur am Wells College in Aurora auf und lehrte dort bis 1934. Während dieser Zeit gab er 1924 mit dem Gedichtband Christchurch auch sein literarisches Debüt. 1934 wechselte er als Professor an das Bowdoin College und lehrte dort bis zu seinem Tode. 1946 wurde er in die American Academy of Arts and Letters und 1949 in die American Academy of Arts and Sciences gewählt.
Seinen größten literarischen Erfolg hatte er mit dem 1935 erschienenen Gedichtband Strange Holiness, der 1936 mit dem Pulitzer-Preis für Poesie ausgezeichnet wurde. Zu seinen weiteren Veröffentlichungen gehören neben dem Roman Red Sky in the Morning (1935), den beiden weiteren Gedichtsammlungen Saltwater Farm (1937) und Kennebec (1937) auch das Buch Maine Doings (1950), das eine Sammlung seiner Essays enthält.